# 雀斑青螺
雀斑青螺（学名：Patelloida lentiginosa）
是一種屬於莲花青螺科拟帽贝属的笠貝海螺。
舊屬原始腹足目，今屬笠形腹足支序。

## 分佈
主要分布于台湾及香港，常栖息在潮间带，常栖息在潮间带下部，与珊瑚藻共生。